# 下村輝夫
下村 輝夫（しもむら てるお、1945年 -　）は、日本の工学者。九州工業大学名誉教授。工学博士。九州工業大学学長や福岡工業大学学長などを歴任。

## 略歴
- 佐賀県出身
- 九州工業大学大学院修士課程電気工学専攻修了、東京工業大学より工学博士を取得
- 1971年 九州芸術工科大学（現在、九州大学芸術工学部）助手
- 1983年 九州工業大学工学部講師
- 1984年 同大学工学部助教授
- 1987年 同大学工学部教授
- 1993年 同大学地域共同研究センター長
- 1996年 同大学評議員
- 1998年 同大学工学部長
- 2002年 同大学工学部長（再任）
- 2003年 同大学学長
- 2010年6月 同大学名誉教授
- 2010年10月 福岡工業大学学長

## 受賞
- 産学官連携功労者表彰経済産業大臣賞（2004年）
- 瑞宝中綬章（2023年）[1][2]

## 参考資料
- 西日本新聞　新時代を駆ける / 九州工業大学学長 下村 輝夫氏
- NET IB NEWS　「最大のステークホルダーは学生」～福岡工業大学に下村輝夫氏就任
- 九州工業大学　歴代校長・学長